# Nizawim
Nizawim  (auch: Nizzawim; Biblisches Hebräisch נִצָּבִים ‚Ihr steht [heute vor Gott]‘) ist ein Leseabschnitt (Parascha oder Sidra) der Tora und umfasst den Text Deuteronomium/Dewarim 29,9-28  bis 30,1-20  (ELB-Links: 29,9-28  bis 30,1-20 ).
Es handelt sich um die Sidra des 4. Schabbats im Monat Elul (auch wenn mit Wajelech verbunden).

## Wesentlicher Inhalt
- Moses schließt mit Israel und seinen künftigen Geschlechtern den Bund, dass es Gott angehören soll und Gott ihm beistehen wird
- Verkündung von Unheil, falls der Bund verletzt wird und das Volk dem Götzendienst anheimfällt
- Androhung der Vertreibung, Parallele zu Sodom und Gomorra
- Verheißung der Sammlung der Zerstreuten und der Rückführung in das Land der Väter nach reuevoller Umkehr
- Die vorgetragenen Gebote seien naheliegend („nicht im Himmel“, „nicht jenseits des Meeres“) und leicht einzuhalten, in ihrer Befolgung liege Leben und Glück; Nichtbefolgung führe ins Verderben

## Haftara
Die zugehörige Haftara ist Jes 61,10–63,9 (61,10-11 , 62 , 63,1–9  – ELB-Links: 61,10-11 , 62 , 63,1–9 ).